# David Leon
David Jeremy Leon (ur. 24 lipca 1980 w Newcastle upon Tyne) – brytyjski aktor, reżyser, scenarzysta i producent filmowy.

## Życiorys

### Wczesne lata
Urodził się w Newcastle upon Tyne w Anglii jako syn Ann J. Brown, sekretarki, i Anthony’ego N. Leona, który pracował w elektrowni. Jego ojciec był pochodzenia żydowskiego.
Był utalentowanym piłkarzem i grał dla Blackburn Rovers F.C.. Kiedy skończył 18 lat, z powodzeniem wziął udział w przesłuchaniach do National Youth Theatre.

### Kariera
Zrezygnował z edukacji w szkole teatralnej, aby zagrać w historycznej epopei Olivera Stone’a Aleksander (Alexander, 2004). Wystąpił też w melodramacie W cieniu matki (These Foolish Things, 2005) z Anjelicą Huston, Lauren Bacall i Terence Stampem. W miniserialu BBC The Wild West (2006) zagrał postać Billy’ego Kida.
W 2009 zrealizował film krótkometrażowy Ojciec (Father). Rok później jego Man and Boy (2010) otrzymał nagrodę za najlepszą narrację na Tribeca Film Festival. W 2010 wystąpił jako Jezus w sztuce Marka Haddona Niedźwiedzie polarne.
W serialu kryminalnym ITV Vera (2011–2014) zagrał postać detektywa Joego Ashwortha, zawodowego partnera Very Stanhope (Brenda Blethyn), z którą rozwiązywał zagadki skomplikowanych zbrodni popełnionych w fikcyjnym okręgu Northumberland. 
W 2015 jako reżyser, scenarzysta i producent filmu Orthodox został dobrze przyjęty na 58. BFI London Film Festival.

## Filmografia

### Filmy
- 2004: Aleksander (Alexander) jako Hermolaous (niewymieniony w czołówce)
- 2006: W cieniu matki (These Foolish Things) jako Robin Gardner
- 2006: The Lives of the Saints jako Otello
- 2007: Clapham Junction (TV) jako Alfie Cartwright
- 2008: RocknRolla jako Malcolm
- 2008: Love Me Still jako Freddie
- 2012: The Glass House jako Lajos
- 2013: Walking with the Enemy
- 2013: Grace and Danger jako Cifaretto
- 2016: Bliss! jako Charlie Henderson
- 2016: Erasure jako Cifaretto

### Seriale TV
- 2004-2005: Cutting It jako Troy Gillespie
- 2006: The Wild West jako Billy Kid
- 2006: Strictly Confidential jako Jeff
- 2010: Coming Up jako Dan
- 2011–2014: Vera jako DS Joe Ashworth
- 2014: The Refugees jako Álex